# Speedy Roll
Speedy Roll ist ein Kinder- und Geschicklichkeitsspiel des litauischen Spieleautors Urtis Šulinskas. Das Spiel, bei dem die Spieler die Rolle von Igeln auf dem Weg durch einen Wald übernehmen, kann sowohl kompetitiv (gegeneinander) wie auch kooperativ gespielt werden. Es ist für einen bis vier Spieler ab vier Jahren konzipiert und dauert etwa 20 bis 25 Minuten pro Runde.
Es ist zuerst im Jahr 2019 bei dem russischen Verlag Lifestyle Boardgames erschienen und wurde im gleichen Jahr auch bei dem österreichischen Verlag Piatnik aufgelegt. 2020 wurde es als Kinderspiel des Jahres ausgezeichnet.

## Thema und Ausstattung
Bei dem Spiel versuchen die Spieler in der Rolle von vier Igeln sicher durch den Wald zu kommen und dabei nicht vom Fuchs gefangen zu werden. Sie nutzen dabei Laub, Pilze und Äpfel als Tarnung, wobei hier ein Tennisball in Form eines Igels über das haftende Spielmaterial gerollt wird.
Das Spielmaterial besteht neben einer Spieleanleitung aus:
- einem Spielplan, der aus bis zu sieben doppelseitig bedruckten variablen Spielplanteilen aufgebaut wird,
- vier Igelfiguren,
- einer Fuchsfigur,
- einem Ball mit einem haftenden Igelgesicht,
- 18 haftende Waldteile, dabei jeweils sechs Blätter, Äpfel und Pilze.

## Spielweise
Das Spiel kann sowohl gegeneinander wie auch kooperativ gespielt werden, wobei das Grundprinzip des Spiels beibehalten bleibt und sich die Regeln leicht unterscheiden. Vor dem Spiel wird der Spielplan in der Tischmitte aus den Spielplanelementen aufgebaut, wobei das Startfeld und das Zielfeld immer enthalten sind. Das Fuchsfeld und auch die Fuchsfigur werden nur in der kooperativen Variante benötigt. Es ist darauf zu achten, dass der Spielplan mit dem Igel immer am Beginn des Waldweges und der Spielplanteil mit dem Haus immer am Ende des Weges liegt. In der kooperativen Version muss sich der Spielplanteil mit dem Fuchs über dem Startfeld befinden.
Beim kompetitiven Spiel bekommt jeder Spieler einen Igel in seiner Wahlfarbe und stellt ihn auf das Igel-Feld auf dem Startspielplan. In dieser Variante laufen die Igel um die Wette und Gewinner ist der Spieler, dessen Igel als erstes das Ziel erreicht. Die Waldteile werden mit dem Bild nach unten ausgelegt und der Startspieler bekommt den Igelball. Das Spiel wird im Uhrzeigersinn gespielt. Der jeweils aktive Spieler rollt den Ball über die Waldteile, sodass einige der Waldteile am Ball haften bleiben. Diese löst er danach ab und zieht danach für jeden eingesammelten Apfel, jedes Blatt und jeden Pilz einen Igel um ein angrenzendes Feld, das das entsprechende Motiv zeigt, weiter. Dabei muss immer dem Weg auf dem Spielplan gefolgt werden und es dürfen keine Felder übersprungen werden, wenn das entsprechende Waldteil nicht eingesammelt wurde. Jedes Waldteil darf nur einmal eingesetzt werden, übrige Waldteile dürfen nicht aufgehoben werden. Wenn fünf oder mehr Waldteile eingesammelt wurden und wenn keine Waldteile oder kein passendes Teil eingesammelt wurden, darf der Igel nicht gezogen werden. Das Igelhaus darf mit jedem beliebigen Waldteil betreten werden.
Nach dem Zug werden alle eingesammelten Waldteile zur Seite gelegt und wenn vier oder mehr Waldteile aussortiert wurden, werden alle Teile gemischt und wieder verdeckt ausgelegt.

### Kooperatives Spiel
Beim kooperativen Spiel haben die einzelnen Spieler keine eigenen Igelfiguren. Alle Mitspieler spielen zusammen und versuchen, die Igel zum Ziel zu bringen und dabei dem Fuchs auszuweichen. In dieser Variante wird immer dann, wenn ein Igel gezogen wurde, der Fuchs um zwei Felder weiter gezogen, wobei er dem Igel immer auf dem kürzesten Weg folgt.

### Varianten
In der Spielanleitung des Spiels werden mehrere Varianten für Fortgeschrittene beschrieben, die das Spiel schwerer machen sollen. Dabei kann entweder der Ball mit einem Nachteil gerollt werden, er muss geschnippt oder fallen gelassen werden oder es wird mit geschlossenen Augen gerollt. Außerdem kann in der kooperativen Variante der Fuchs beschleunigt werden, indem er näher am Igelfeld startet oder in jeder Runde jeweils drei Felder läuft.

## Versionen und Rezeption
Das Spiel wurde von dem litauischen Spieleautor Urtis Šulinskas entwickelt und im Jahr 2019 bei dem russischen Spieleverlag Lifestyle Boardgames auf Russisch als Перекати-ёжик veröffentlicht. Im gleichen Jahr erschien es in zahlreichen Übersetzungen international, im deutschsprachigen Raum wird es von dem österreichischen Verlag Piatnik vertrieben, der auch eine ungarische Version auf den Markt brachte. Daneben wurden Versionen auf Englisch („Hedgehog Roll“), Französisch („Poulapik“), Chinesisch und Thailändisch veröffentlicht.
Im Mai 2020 wurde das Spiel neben den Spielen Foto Fish und Wir sind die Roboter für das Kinderspiel des Jahres nominiert und konnte diesen Preis im Juni auch gewinnen. Die Jury kommentierte das Spiel und die Entscheidung wie folgt:

„In Kinderspielen wurden schon viele Dinge gerollt. Murmeln, Kugeln, Stämme, aber bis jetzt war noch kein Tennisball dabei. Die Idee, diesen als Igel zu behaupten, an dessen filzigen Stacheln mit Klett beschichtete Äpfel, Pilze und Blätter hängen bleiben, ist allein schon besonders. Aber das alles mit einem Wettrennen zu verknüpfen, bei dem der Igel tatsächlich über den Tisch kugelt und die „aufgespießten“ Dinge die Zugweite bestimmen, macht den besonderen Reiz von „Speedy Roll“ aus. Egal ob kooperativ oder gegeneinander: Hier wird bei jeder Partie eine spannende Geschichte erzählt.“

## Belege
1. 1 2 3 4 5 6 7 8  Spieleanleitung Speedy Roll; abgerufen am 30. Oktober 2020
2. ↑  Speedy Roll, Versionen bei BoardGameGeek. Abgerufen am 30. Oktober 2020.
3. ↑  Speedy Roll auf der Website des Spiel des Jahres e.V.; abgerufen am 30. Oktober 2020